# Pulchrana laterimaculata
Espèce
Synonymes
- Rana laterimaculata Barbour & Noble, 1916
- Hylarana laterimaculata (Barbour & Noble, 1916)

Statut de conservation UICN

 LC  : Préoccupation mineure
Pulchrana laterimaculata est une espèce d'amphibiens de la famille des Ranidae.

## Répartition
Cette espèce se rencontre, :
- en Indonésie sur l'île Natuna ;
- en Malaisie péninsulaire et dans l'État de Sarawak à Bornéo ;
- à Singapour ;
- dans l'extrême Sud de la Thaïlande.

## Publication originale
- Barbour & Noble, 1916 : New amphibians and a new reptiles from Sarawak. Proceedings of the New England Zoölogical Club, Cambridge, Massachusetts, vol. 6, p. 19-22 (texte intégral).